# مات بيكيت
مات بيكيت (بالإنجليزية: Matt Beckett) هو دراج بريطاني، ولد في 13 يوليو 1973 في لانكستر في المملكة المتحدة.